# Go Down Moses
A Go Down Moses (Let My People Go Go Down Moses) – az egyik legismertebb, a 19. században született afroamerikai spirituálé.
A dalszöveg az ókori Egyiptom korából, Mózes történetéből idézi fel azt az epizódot, amelyben megszabadítják a héber népet az egyiptomi rabszolgaságból: „az Úr azt mondta Mózesnek: menj el a fáraóhoz, és mondd neki: »így szól az Úr: engedd el népemet, hogy szolgáljanak nekem.«”)
A mélyből Hozzád szól szavam,
Krisztus kegyelmezz!
A bajban lelkem társtalan,
Krisztus kegyelmezz! ...
When Israel was in Egypt's land,
Let my people go,
Oppressed so hard they could not stand,
Let my people go. ...
(más változat:) Go down Moses
Way down in Egypt land.
Tell all pharaohs to
Let my people go! ...

## Híres felvételek
A dal dzsessz-sztenderd lett. Előadta Paul Robeson, Louis Armstrong & Sy Oliver's Orchestra, Doris Akers, Grant Green, Fats Waller, Archie Shepp, Hampton Hawes és sokan mások.

## Filmek
- Al Jolson elénekli a  Big Boy c. filmben (1930)
- Felhasználták a Kid Millionsban (1934)
- Jess Lee Brooks énekli a Sullivan's Travelsben (1941)
- Gregory Miller énekli a Blackboard Jungle-ben (1955)
- A Louis Armstrong változatra táncolnak A kaukázusi fogoly (Кавказский пленник) c. szovjet 1975-ös filmben (R.: Mihail Konsztantyinovics Kalatozov)
- Armstrong hangjával Nina Paley Seder-Masochism című 2018-as animációs filmjében is szerepel.
- Easy A (teenager komédia): Easy (2010)

## Könyvek
- 1942: William Faulkner: Go Down, Moses (magyar nyelven: Eredj, Mózes, 1986)